# 586
Évszázadok: 5. század – 6. század – 7. század
Évtizedek: 530-as évek – 540-es évek – 550-es évek – 560-as évek – 570-es évek – 580-as évek – 590-es évek – 600-as évek – 610-es évek – 620-as évek – 630-as évek
Évek: 581 – 582 – 583 – 584 –  585 – 586 – 587 – 588 – 589 – 590 – 591

## Események

### Bizánci Birodalom
- A bizánci-perzsa háborúban Philippikosz hadvezér a szolakhóni csatában jelentős győzelmet arat a Szászánidák fölött.
- Az avarok a békeszerződést megszegve betörnek a bizánci területekre. Elpusztítják a dunai limes mentén fekvő moesiai Ratiaria és Oescus városokat, majd benyomulva a Balkánra, a szlávokkal együtt ostrom alá veszik Thesszalonikét. Maurikiosz császár Komentioloszt bízza meg a balkáni védekezés vezetésével, aki – mivel a bizánci hadsereg zöme a perzsák ellen van lekötve – kerüli a nyílt csatát, csak zaklatja, rajtaütésekkel nyugtalanítja az ellenséget és megpróbálja elfogni Baján kagánt, de nem jár sikerrel.
- Elkészül Rabbulá evangéliuma, a korai szíriai keresztény művészet egyik legszebb példája.

### Európa
- Meghal Liuvigild vizigót király. Utóda második fia, I. Reccared.
- Egy orgyilkos – állítólag politikai ellenfele, Fredegund királyné utasítására – a húsvéti mise közben halálosan megsebesíti Praetextatust, Rouen püspökét.
- Tűzvész pusztítja el Párizs jelentős részét.

## Születések
- II. Theudebert, frank király

## Halálozások
- április 21. – Leuvigild, vizigót király

## Fordítás
- Ez a szócikk részben vagy egészben  a(z)   586 című angol Wikipédia-szócikk ezen változatának fordításán alapul.  Az eredeti cikk szerkesztőit annak laptörténete sorolja fel. Ez a jelzés csupán a megfogalmazás eredetét és a szerzői jogokat jelzi, nem szolgál a cikkben szereplő információk forrásmegjelöléseként.